# 御神楽少女探偵団
『御神楽少女探偵団』（みかぐらしょうじょたんていだん）は、ヒューマン及びエルフより発売されたアドベンチャーゲーム、及びそのシリーズ作品。

## 概要
大正後期から昭和初期の東京を舞台に「帝都一の名探偵」と言われた御神楽時人と、彼の助手である鹿瀬巴・久御山滋乃・桧垣千鶴の「御神楽少女探偵団」と呼ばれている3人の少女、及び時人の世話係である蘭丸の周りで次々と起こる難事件を解決していくゲーム。
タイトル通り美少女が実質的な探偵役を務めるが世界観は江戸川乱歩のようなおどろおどろしい雰囲気で描かれており、入門編となる最初のシナリオは江戸川乱歩の「二銭銅貨」のオマージュであろう、「五銭銅貨」となっている。
全3作品が発売されており、脚本・監督・ゲームデザインは全て河野一二三が手掛けた。

## 沿革
1作目『御神楽少女探偵団』と2作目『続・御神楽少女探偵団』は、ヒューマンからPlayStation用のゲームソフトとして発売された。2作目の発売直後にヒューマンが倒産し、一時期入手困難となっていたが、ヴィアール・ワンにより再リリースされていた。その後PS3・PSP対応として、株式会社ハムスターよりゲームアーカイブスにて配信が行われている。
3作目『新・御神楽少女探偵団』は、エルフから性的要素が含まれるアダルトゲームとして発売され、キャラクターデザインや声優陣、BGMが一新された。
ヒューマンの破産以降は著作権の所在に混乱が生じていたが、2009年8月には（河野の）ヌードメーカーとハムスターが共同保有することで合意した。
なお、本項では1作目の『御神楽少女探偵団』を『御神楽』、2作目の『続・御神楽少女探偵団 〜完結編〜』を『続・御神楽』、3作目の『新・御神楽少女探偵団』を『新・御神楽』と略記して扱う。

## 作品解説
本編シナリオは、「事件編」、「捜査編」、「解決編」の3編によって構成されている。
「事件編」は、御神楽探偵事務所に事件解決の依頼が持ち込まれてから、実際に捜査を行うところまでを描く導入部分。プレイヤーが操作して介入する部分はなく、したがってゲームオーバーも存在しない。
「捜査編」は、実際の捜査を行い、推理の材料を全て集めるところまでを描くゲームのメイン部分。1つのシナリオは複数のセクションから構成されている。証言中の文字の色がほかと違う語句や現場周辺の捜査中に矢印の形が変わったところには重要なヒントが隠れている。
登場人物との会話や現場の調査中に、「プレイヤーが事件解決のヒントとなる情報があると推測した箇所」で“推理トリガー”と呼ばれるコマンドを入力する（回数制限あり）ことで、指摘箇所を言及、追求し新たな情報を得ることができる。この推理トリガーの入力が成功すると「推理ポイント」の値が増え、それが一定値に達することで該当セクションクリアとなる。推理トリガーの入力回数制限は各セクションごとに設定されており、残り回数が0になるとゲームオーバーとなる。
「解決編」は、捜査編で集めた情報を基に、御神楽時人の推理によって事件の真相が解き明かされるシナリオの完結編部分。一作目では事件編と同様にほぼオートデモであったが、二作目ではプレイヤーも推理に参加することになり、途中でいくつか捜査編での情報を総合して考察をする必要がある選択肢が出現する。選択を誤ってもゲームオーバーにはならないが、シナリオ終了後の探偵度評価で減点を課されるペナルティがある。
初期2作品にはストーリーの途中アニメシーンやミニゲームがある。
初期2作はPlayStation用ソフトとしては珍しい、512ドット×480ライン解像度出力を用いたソフトでもあり、その高解像度によってテキストを独自のフォントで表記しているほか、ルビが表示されている。

## シリーズ作品

### 御神楽少女探偵団
『御神楽少女探偵団』は、1998年9月17日にヒューマンより発売されたPlayStation（PS）用のアドベンチャーゲーム。2009年10月14日からはゲームアーカイブスでの配信も行われている。ゲームアーカイブス版はCERO：C（15才以上対象）。
キャラクターデザインは小林明美が担当。作品のコンセプトは「怪しさ」であり、江戸川乱歩風の荒唐無稽さに駄作を付け加えたもの。主人公が3人組なのはボケとツッコミ、合いの手というお笑い芸人のようなテンポいい会話を狙ったためで、少女なのはプログラマーがギャルゲーを作りたかったから。
オープニングのテーマは「ドロくささ」でイメージとしてはGメン75やキイハンターなどの昔の刑事ドラマ。時代背景が大正・昭和初期なのは現代劇では犯罪を立証する説明に対してさらに説明がいるなど専門知識が膨大になってしまうため、科学捜査が発達していない時代にした。
最終話の「猟奇同盟」は前後編構成ながら前編しか収録されておらず、クリフハンガーなシチュエーションで続編に続くという締め方となっていたが、本作発売の時点ではシリーズ作品という告知は全くなく、また続編の発売は1年以上後の事となった。
本作はCD-ROM4枚組で発売されたが、その内の2枚はインターミッションシナリオやミニゲーム、設定資料集などが含まれたファンディスク的な内容（本編のクリア状況により見られる範囲が変化する）で、実際の本編は前半の2枚のみとなっている。
収録されているストーリー
- 「五銭銅貨」（練習シナリオ）
- 「幽鬼郎」
- 「太白星」
- 「夢男」
- 「蘇る夢男」
- 「猟奇同盟」

### 続・御神楽少女探偵団 〜完結編〜
『続・御神楽少女探偵団 〜完結編〜』（ぞく みかぐらしょうじょたんていだん かんけつへん）は、1999年10月7日にヒューマンより発売されたPS用のアドベンチャーゲーム。2009年11月25日からはゲームアーカイブスでの配信も行われている。ゲームアーカイブス版はCERO：C（15才以上対象）。
キャラクターデザインは前作に引き続き、小林明美が担当。
発売直後（同年11月）にヒューマンが和議を申請してゲーム事業から撤退することになったため、出回った本数は少なく、発売直後から入手は困難を極めた。なお、2000年9月21日にヴィアール・ワンより全く同じ内容で再発売が行われた（廉価版ではない）。
本作では、解決編中に捜査編で集めた情報についてプレイヤーに問う選択肢が登場。御神楽時人の推理・解明を見るだけであった前作とは違い、プレイヤーも推理に参加する形となっている（選択肢を間違えてもゲームオーバーにはならないが、シナリオ終了後にペナルティがある）。また、前作では前説とムービーのみに声が当てられていたが、本作では事件編・解決編においてもフルボイスでの演出が実現している（当初は全編フルボイスの予定であったが、容量などの都合で捜査編はボイスなしとなった）。
本作も前作同様CD-ROM4枚組だが、4枚すべてが本編ディスクとなっている。
収録されているストーリー
- 「猟奇同盟」（前作に収録されているものと同じ）
- 「続・猟奇同盟」（「猟奇同盟」の後編）
- 「蜃気楼の一族」
- 「暗闇の手触り」
- 「生き人形」
- 「さ・よ・な・ら」
- 外伝「八角邸事件」（このシナリオのみ漫画家の高橋葉介がキャラクターデザイン）

### 新・御神楽少女探偵団
『新・御神楽少女探偵団』（しん みかぐらしょうじょたんていだん）は、NUDE MAKERの開発の下、2003年12月26日にエルフより発売されたWindows 98/Me/2000/XP用の18禁アドベンチャーゲーム。
舞台は大正中期の満州、日本租借統治下の大連市で、キャラクターデザインは前作までの小林明美に代わり、さめだ小判が担当した。
PS用ゲームだった前二作と違い、途中のアニメシーンやミニゲームは無くなった。
対して18禁ゲームで定番とも言えるフルボイス化を始め、エロ・グロシーンの盛り込み、各種ハッピー・バッドエンド、シーン再現機能などが追加されている。
また、ヒューマンの倒産によって入手が困難になりつつあった前2作『御神楽』『続・御神楽』の移植版も同時収録されている。
ただし移植版ではBGMが大幅に削除された他、「八角邸事件」が未収録となっている。
収録されているストーリー
- 「殺サレルベキ男」
- 「呪香」
- 「百舌」

## 登場人物
声優はPS版を担当した声優を記載。『新・御神楽』の声優はPS版から一新されているが、非公開につき記載しない。また、登場人物の年齢は『御神楽』のもので、『新・御神楽』は『続・御神楽』の2年後という設定になっている。
御神楽時人（みかぐら ときと）
声：津田英佑
御神楽探偵事務所の所長。30歳。「帝都一の名探偵」と異名を持つ男だが、着ている服の蝶ネクタイが曲がっていても気にしないほど生活には無頓着である。一度事件が起こると天才的な推理力を発揮し、数々の難事件を解決に導く。『続・御神楽』において出生の秘密が明らかになる。その後の『新・御神楽』では失踪しており、2年後、中国・大連にいるところを発見される。
鹿瀬巴（かのせ ともえ）
声：水樹洵
御神楽探偵事務所の所員。17歳。長野県出身。カフェー「山茶花」で女給として働いている時に客の事件を追いかけて御神楽時人と知り合い、そのすぐあとに助手となる。その性格は明朗快活で、3人の少女の中では一番の行動派。スカートの下に懐中鉄砲のホルスターを付けている。22人の兄弟がいる。
久御山滋乃（くみやま しげの）
声：高夏子
御神楽探偵事務所の所員。18歳。東京都出身。新聞で時人の活躍を知り、半ば押しかけ同然の形で助手となる。華族の令嬢と言う事もあってそちらの方の情報網は広い。大藤流柔術の使い手でもあり、背負い投げで相手を倒す事もある。
桧垣千鶴（ひがき ちづる）
声：松来未祐 ※『御神楽』では「松木美愛子」名義
御神楽探偵事務所の所員。17歳。神奈川県出身。助手の中では最古参だが、彼女が助手となった経緯は不明。事件の無い時は経理を担当している。日本画家の広川千景の弟子。小説家としての才能もあり、新聞の懸賞に入選した事もある。
蘭丸 / 丸山 ランドルフ（らんまる / まるやま ランドルフ）
声：深見梨加
御神楽探偵事務所の所員。12歳。元々孤児であったが、時人に拾われ、時人の事務所に住み込みで身の回りの世話をしている。中性的な顔立ちの美少年で、女装して潜入捜査を行う事もある。
諸星大二郎（もろぼし だいじろう）
声：石井康嗣
警視庁捜査一課の警部。46歳。時人の良き理解者であり、事件発生の際には捜査に協力している。
栗山刑事（くりやまけいじ）
諸星警部の部下。諸星警部の目を盗んで仕事をサボる事もしばしば。
守山美和（もりやま みわ）
声：深見梨加
御神楽探偵事務所がある守山ビルのオーナー。26歳。山形県出身。守山ビル1階の「守山美術」で美術商を営んでいる。時人の憧れの女性。『続・御神楽』の「さ・よ・な・ら」では、彼女が美術商になった理由などが明らかとなる。
藤堂弥三郎（とうどう やさぶろう）
「守山美術」で美和の使用人として働いている男性。
マスター
巴が勤めているカフェー「山茶花」のマスター。本名不明。無口で、本編中では動作などの描写を除き喋る事はほとんどない。
平田権六（ひらた ごんろく）
浅草にある見世物小屋の座長。怪しげなものを好み、世間で話題になるものがあると、すぐに真似をして自分の見世物小屋で公開しようとする。『続・御神楽』では弟も登場する。
河村須美子（かわむら すみこ）
声：かとうあつき
浅草にある劇場「日本館」の人気オペラ歌手。『御神楽』の「太白星」で御神楽探偵事務所の所員と知り合い、『続・御神楽』の「生き人形」では事件解決に繋がるヒントを与えてくれる。
常盤省吾（ときわ しょうご）
声：神谷明
『続・御神楽』から登場したキャラクター。猟奇同盟の主宰であり、時人のライバル。「猟奇同盟」は政財界にまで関係者がいる、という組織であるが、詳細は不明。「続・猟奇同盟」で一度逮捕されるものの、『新・御神楽』では大連に出現する。「時人とは大学の同級生だった」という台詞があるが、真偽のほどは不明。
野上糸（のがみ いと）
声：土屋亜有子
『続・御神楽』の「蜃気楼の一族」で、小野寺家のメイドを務めている少女。やがて小野寺家をクビになるが、『新・御神楽』の「呪香」では、伊福部家のメイドとなって再登場する。
森松 操（もりまつ みさお）
『新・御神楽』に登場する大連関東庁の刑事で警部補。時人の捜査に協力する。
川場警部補（かわばけいぶほ）
大連関東庁の刑事で、森松警部補の同僚。
久御山多聞（くみやま たもん）
久御山滋乃の父親で子爵。45歳。滋乃が探偵事務所に勤めることを許すほど、進歩的な考えの持ち主。
久御山静斗（くみやま しずと）
久御山滋乃の兄で大連の関東庁に勤めている。彼が妹の滋乃に「御神楽時人らしき人物を大連で見かけた」という手紙を送ってきたことから、『新・御神楽』の物語が始まる。

## 主題歌
- オープニングテーマ「ためらいびと」
  - 作詞・作曲：志倉千代丸 / 編曲：高田雅史 / 歌：かとうあつき
- エンディングテーマ「路地裏ノ景色」
  - 作詞：志倉千代丸 / 作曲：匹田健二 / 編曲：高田雅史 / 歌：水樹洵
- 「とどけ」（OVA1、3巻ED）
  - 作詞・作曲：ORINE / 編曲：haty / 歌：鹿瀬巴（天宮麻理亜）
- 「愛の骸」（OVA2巻ED）
  - 作詞・作曲：ORINE / 編曲：JiJi / 歌：BiBi

## 関連作品

### 携帯アプリ
PS版『御神楽少女探偵団』の携帯版として、「ゲーモバ」よりDoCoMo、au、SoftBank向けの携帯アプリが配信されている。
- DoCoMo（月額）
- au、SoftBank（ダウンロード）

### 小説
ファミ通文庫より、大林憲司によってノベライズされたライトノベル作品。全3作。なお、ストーリー内容はゲーム本編とは違うオリジナルのものとなっている。
表紙や挿絵は、『御神楽』『続・御神楽』のキャラクターデザインを務めた小林明美が担当。
各巻タイトル
- 御神楽少女探偵団・帝都女給乱舞
- 御神楽少女探偵団その二・地獄蝶
- 御神楽少女探偵団その三・大和鬼人譚

### DVD
『御神楽少女探偵団 〜ありし日の御神楽少女探偵団事務所〜』のタイトルで、2000年10月25日にケンメディアから発売された。
DVDの内容は、アニメ作品ではなく、AM神戸（ラジオ関西）で放送されたラジオドラマ（画面にはイメージイラストを表示）を中心に、PS版を担当した声優へのインタビューやゲーム本編ムービーの高画質版を収録したもの。

### OVA
『御神楽探偵団 活動写真』（みかぐらたんていだん かつどうしゃしん）のタイトルで、2004年にピンクパイナップルから発売された。全3巻。
18禁OVAとなっており、『新・御神楽』の内容を中心素材に旧作の要素を少し交え、似ていて異なるストーリーでアニメ化したアダルトアニメ。なお、タイトルから『少女』が消えているのは、ビデ倫の倫理規定に合わせたため。
各巻一覧
- 第一幕（2004年3月26日発売）
- 第二幕（2004年6月25日発売）
- 第三幕（2004年9月24日発売）

エンディング主題歌『とどけ』
歌：鹿瀬巴 / 作詞作曲：orine / 編曲：haty
スタッフ
- 原作：エルフ・シドリミテッド
- 監督・絵コンテ・演出・撮影監督・編集：所俊克
- キャラクターデザイン・作画監督・レイアウト：岡村正弘
- シナリオ：大沼弘幸・所俊克
- 美術監督：宮前光春
- 音響監督：福島おりね
- 音響制作：ウォーターオリオン
- 音響効果：福島音響
- 録音スタジオ：KSSスタジオ
- 音楽：JiJi・大浦雅弘
- 企画・プロデューサー：広尾倫
- プロデューサー：大何四過
- 製作：ピンクパイナップル

### ラジオ番組
『ひので街探偵事ム所』
- 文化放送（1998年10月11日〜1999年4月4日）

『ひので街探偵事ム所108』
- ラジオ関西（1999年4月6日〜

パーソナリティ - ショッカーO野・こおろぎさとみ